# 沙罗单竹
沙罗单竹（学名：Schizostachyum funghomii）为禾本科思劳竹属下的一种丛生竹类。高度可达14—18m，最高可以达到24m，直径7—9cm，最粗达16cm，尾梢劲直，节间60—70cm，最长的可以达到130cm，是节间最长的竹子之一。
该种一般秆壁较薄且韧性好，适于编织和造纸。云南民间水烟筒及西双版纳傣族泼水节期间所放“高升”，常常以沙罗竹的节间制成。